# Fiachra Ó Ceallaigh
Fiachra Ó Ceallaigh (ur. 18 sierpnia 1933, zm. 29 lipca 2018) – irlandzki biskup rzymskokatolicki, franciszkanin, od 1994 do swojej śmierci biskup tytularny Tres Tabernae, w latach 1994–2009 biskup pomocniczy Dubliński.